# 홍 차우
홍 차우(Hong Chau, 1979년 6월 25일 ~ )는 미국의 배우이다. 《다운사이징》(2017)으로 2017년 제75회 골든 글로브상과 제24회 미국 배우 조합상의 여우조연상 후보에 지명됐으며, 《더 웨일》(2022)로 2023년 제95회 아카데미상, 제76회 영국 아카데미 영화상, 제29회 미국 배우 조합상의 여우조연상 후보에 동시에 올랐다.

## 출연 작품

### 영화
- 인히어런트 바이스 (2014) - 제이드 역
- 다운사이징 (2017) - 녹 란 트란 역
- 덕 버터: 우리가 사랑이라 부르는 것 (2018, Duck Butter)
- Driveways (2019) - 캐시 역
- 아메리칸 우먼 (2019, American Woman)
- 아르테미스 파울 (2020)
- 쇼잉 업 (2022)
- 더 웨일 (2022) - 리즈 역
- 더 메뉴 (2022)
- 애스터로이드 시티 (2023) - 폴리 그린 역
- 카인드 오브 카인드니스 (예정)

### 텔레비전
- 내가 그녀를 만났을 때 (2010)
- NCIS (2010)
- 트레메 (2011-13)
- CSI: 과학수사대 (2012)
- 찰리야 부탁해 (2012)
- 빅 리틀 라이즈 (2017)
- 아메리칸 대드! (2017) - 목소리
- 보잭 홀스맨 (2018) - 목소리
- 포에버 (2018)
- 왓치맨 (2019)
- 포커 페이스 (2023)
- 나이트 에이전트 (2023)